# Pericola
 Pericola  (titlul original: în franceză La Périchole) este o operetă (opera bufă) în trei acte compusă de Jacques Offenbach, al cărui libret a fost scris de Henri Meilhac și Ludovic Halévy, premiera având loc în data de 6 decembrie 1868 la „Théâtre des Variétés” din Paris în versiunea de două acte, apoi într-o versiune revizuită în 3 acte și 4 tablouri la 25 aprilie 1874, tot la „Variétés”. 
În România, opereta s-a perzentat pentru prima oară în mai 1873, la Iași, de către o trupă de operetă franceză, condusă de actrița Emilie Keller.

## Personaje
- Pericola, cântăreață de stradă (subretă)
- Piquillo, cântăreț de stradă (tenor-buffo)
- Don Andrès de Ribeira, viceregele Perului (bariton)
- Don Miguel de Panatellas, șambelanul șef al viceregelui (tenor)
- Don Pedro de Hinoyosa, guvernator în Lima (bariton)
- Guadalena, prima verișoară (soprană)
- Berginella, a doua verișoară (mezzo-soprană)
- Mastrilla, a treia verișoară
- marchizul de Tarapote, lord cancelar (rol parlando)
- Manuelita, Frasquinella, Brambilla, Ninetta, dame de la curte (soprane și mezzo-soprane)
- doi notari (tenor/bariton)
- marchizul de Satarém / un prizonier bătrân (varianta 1874), (rol parlando)
- un temnicer (varianta 1874), (rol parlando)

## Conținut

### Actul I
Tabloul I – Piața mare din Lima
În marea piață a orașului, o mulțime de oameni sărbătorește ziua de naștere a lui Andrès de Ribeira, vicerege al Perului. În fața tavernei „Cele trei verișoare”, poporul se bucură și face haz de năstrușnica idee a guvernului de a oferi băutură la discreție și gratuită. Deoarece este foarte interesat de modul în care oamenii obișnuiți se gândesc la el, viceregele a intrat incognito printre oameni pentru a constata el însuși de câtă popularitate se bucură. Ramolit și cam prost, acesta nu este în stare să deslușească sub râsul batjocoritor al mulțimii adevăratele sentimente ale acesteia.
Cântăreții de stradă Pericola și Piquillo intră în piață și încearcă să obțină câțiva bănuți de la oameni, pentru nunta lor. Vor să încânte mulțimea cu duete romantice, dar câțiva acrobați ademenesc mulțimea înainte ca ei să poată colecta bani. În timp ce Piquillo intenționează să-și încerce din nou norocul în altă parte, ochii lui Pericola se închid de oboseală. Viceregele descoperă femeia adormită și este încântat de frumusețea ei. Imediat a luat decizia de a-i fi favoarita. Când se trezește, el îi oferă o funcție de damă de onoare în palatul său. Pericola simte ocazia de a putea în sfârșit să mănânce din nou pe săturate și acceptă oferta. Scrie o scrisoare de rămas bun persoanei dragi Piquillo, pe care o lasă pe patul ei.
La festival sunt prezenți și primarul Pedro de Hinoyosa și contele Miguel de Panatellas, șambelanul șef. Viceregele îl instruiește pe șambelan să caute un soț pentru noua sa damă de companie, deoarece eticheta interzice angajarea femeilor necăsătorite ca personal la curtea regală. El îi ordonă primarului să caute în jur un notar care este gata să desfășoare căsătoria în termen de două ore.
După ce a citit scrisoarea de rămas bun a lui Pericola, Piquillo își cheltuie toți banii pe băutură. Este descoperit de șambelan într-o stare de beție avansată și crede că a găsit persoana potrivită pentru căsătoria cu Pericola. Deoarece lui Piquillo nu îi pasă de nimic în acest moment, nu are nevoie prea mult să fie convins.
În opinia șambelanului, singura problemă este să o convingă pe Pericola de avantajul unei căsătorii. Dar Miguel de Panatellas greșește în acest sens, pentru că fata își recunoaște în mod firesc iubitul și este imediat gata să se căsătorească cu el iar Piquillo este atât de beat, încât nu observă cine îi este sortită.

### Actul II
Tabloul II – Palatul viceregelui
A doua zi, patru doamne de curte bârfesc cu marchizul de Tarapote, cancelarul, despre recenta cucerire a stăpânului lor.
Piquillo își revine și vrea să știe cum a ajuns în palat pentru că are un lapsus și nu își amintește. Astfel află ce s-a întâmplat în ziua precedentă: se spune că este soțul cuiva care îi este complet necunoscută și pe care viceregele o ține ca favorită. Doamnele de curte joacă un joc urât cu el expunându-l la ridicol. Când Pericola este prezentată oficial curții, s-a simțit trădat. Enervat o aruncă pe Pericola la pământ în fața viceregelui, dar imediat este prins și închis în temniță.

### Actul III
Tabloul III – În temniță
În temnița întunecată și mohorâtă, un bătrân prizonier intră în celulă printr-o trapă, după ce a săpat prin peretele celulei sale timp de doisprezece ani cu un briceag și a ieșit în sfârșit, dar din păcate doar într-o altă celulă. Bătrânul se retrage în celula sa când Don Pedro și Panatellas îl aduc pe Piquillo. Piquillo deplânge pierderea atât a iubitei cât și a libertății sale și în cele din urmă, adoarme.
Pericola intră în celulă, îi spune lui Piquillo că i-a rămas fidelă și își reînnoiesc jurămintele. Pericola încearcă să mituiască un temnicer, cu bijuteriile pe care i le-a dat viceregele, pentru a cumpăra libertatea lui Piquillo, dar temnicerul este tocmai viceregele deghizat. El cheamă gărzile, iar îndrăgostiții sunt înlănțuiți de zidul temniței. Dar viceregele încă mai speră să o câștige pe Pericola și îi spune să cânte dacă se răzgândește și decide să rămână de partea sa, apoi pleacă. Bătrânul prizonier intră din nou prin trapă și îi eliberează pe cei doi soți din lanțuri. După ce se înțeleg, Pericola începe să cânte și când viceregele revine, cei trei deținuți îl înlănțuie de zid și evadează.
Tabloul IV – Piața mare din Lima
Cei trei fugari se ascund în taverna „Cele trei verișoare” în timp ce viceregele și soldații săi îi caută în piață. Pericola și Piquillo, îmbrăcați în artiști de stradă, pledează pentru libertatea lor cu o baladă despre clemență care îl flatează pe vicerege. Iertă cuplul și îi permite lui Pericola să păstreze bijuteriile pe care i le-a dat. Între timp, bătrânul prizonier s-a dovedit a fi marchizul de Santarém, de mult dat dispărut. Viceregele este bucuros să-l ierte (nimeni nu-și poate aminti ce crimă a făcut), decât să-l trimită înapoi în închisoare și să distrugă alte ziduri.

## Trivia
- La Périchole este o adaptare franceză a poreclei date Micaelei Villegas (1748-1819), mai bine cunoscută sub numele de La Perricholi, o actriță populară și amanta lui Manuel de Amat y Juniet, vicerege al Peru între 1761 și 1776. Originea acestei porecle, poate eronat, a fost considerat ca unirea cuvintelor „perra” și „chola”, rostite de viceregele Amat către Micaela într-un moment de furie. Cu toate acestea, se consideră că originea acestui nume se datorează, mai degrabă, unei expresii de afecțiune în limba maternă a viceregelui, adică în catalană: „petita chola”, care înseamnă în spaniolă, „cholita” (ro: micuța chola).

- Soarta lui Perricholi a servit în 1830 ca bază pentru piesa de comedie într-un act a lui Prosper Mérimée Le Carrosse du Saint-Sacrement, care a servit din nou ca șablon pentru opereta La Périchole (1868) a lui Jacques Offenbach și pentru filmul lui Jean Renoir Caleașca de aur (Le Carrosse d'or, 1953) cu Anna Magnani în rolul principal.

- Opereta Pericola a fost reprezentată la Teatrul armatei din București în anul 1947 într-o nouă versiune românească a libretului, realizată de Valeriu Cîmpeanu, Paul Mihail Ionescu și Sică Alexandrescu și preluată apoi de Teatrul de stat de operetă din București, în martie 1951.[1] În această versiune , marchizul de Tarapote este înlocuit de poetul Ramiro.